# Maracanã (Rio de Janeiro)
Pour les articles homonymes, voir Maracanã.
Maracanã  est un quartier de la zone nord de la ville de Rio de Janeiro au Brésil, regroupant des populations de la classe moyenne, voisin des quartiers de Praça da Bandeira, Tijuca et Vila Isabel. Il est desservi par la ligne 2 du métro de Rio de Janeiro à la station Maracanã.
Il tire son nom du Rio Maracanã (pt), une rivière qui traverse la ville. Maracanã est un mot des langues tupi-guarani signifiant « oiseau vert ».
Il est connu pour abriter l'un des grands stades de football du monde, le stade Maracanã, ainsi que le campus de l'Université de l'État de Rio de Janeiro et le Centre fédéral d'éducation technologique Celso Suckow da Fonseca.
Le quartier est devenu le centre de l'une des zones qui a accueilli les infrastructures des Jeux olympiques d'été de 2016, dont le stade Maracanã et le Ginásio do Maracanãzinho.  